# Bill Lee (cantante)
Bill Lee (Johnson, 21 agosto 1916 – Los Angeles, 15 novembre 1980) è stato un cantante statunitense, che ha prestato la voce nei dialoghi e nelle parti cantate a molti personaggi Disney.

## Biografia
Nato a Johnson (Nebraska), è morto come il suo collega di danza Bobby Van il 15 novembre 1980 per un tumore al cervello a Los Angeles, California.
Lee crebbe a Des Moines (Iowa).  Il suo primo obiettivo musicale era fare il suonatore di trombone, ma dopo aver cantato in diversi gruppi vocali universitari decise di concentrarsi sulla sua voce.  Prestò servizio come alfiere nella United States Navy durante la seconda guerra mondiale e poi si trasferì a Hollywood dopo il congedo.  La principale attività e la maggior parte dei guadagni e di Lee è stata costituita dal cantare per spot pubblicitari per la radio e la televisione, in molti dei quali Lee si è sentito "stupido", pur apprezzando l'indipendenza finanziaria questo lavoro gli diede.  Ha cantato la parte principale nel musical del 1953 di Gordon Jenkins intitolato Seven Dreams.
Le principali interpretazioni per cui Lee è noto sono state quelle nel quartetto The Mellomen, fondato da Thurl Ravenscroft.   Nella colonna sonora de Il libro della giungla viene affermato erroneamente che Ravenscroft doppiò la voce di Shere Khan nella canzone That's What Friends Are For;  tuttavia, Richard Sherman confermò nel commento audio nella versione DVD del 2007 che fu proprio Bill Lee a prestare la voce di Shere Khan nella parte cantata in quanto George Sanders (doppiatore di Shere Khan nei dialoghi) non era disponibile durante la registrazione finale della canzone.
Lee prestò inoltre la voce nella parte cantata a Christopher Plummer in Tutti insieme appassionatamente.

## Filmografia parziale

### Doppiaggio

#### Voce
- Alice nel Paese delle Meraviglie (1951)
- Mary Poppins (1964)

#### Parte cantata
- Sette spose per sette fratelli (1954)
- La carica dei cento e uno (1961)
- Tutti insieme appassionatamente (1965)
- Il libro della giungla (1967)
- The Hobbit (1977)

## Doppiatori italiani
Nella versione italiana dei film in cui ha prestato la propria voce, Bill Lee è sostituito da:
- Franco Bolignari in La carica dei cento e uno
- Giuseppe Rinaldi in Tutti insieme appassionatamente
- Carlo D'Angelo in Il libro della giungla (Shere Khan)